# 最终一致性
最终一致性（英語：Eventual consistency）是分布式计算里的一种内存一致性模型，它指对于已改变写的数据的读取，最终都能取得已更新的数据，但不完全保证能立即取得已更新的数据。这种模型通常可以实现较高的可用性。最终一致性，通过乐观复制，或称延迟复制（lazy replication）实现。这种概念最初始于移动应用，后来在各类分布式系统中也有广泛的应用。达到最终一致性的分布式系统被称为副本达到了“收敛（converged）”状态。最终一致性是一种较弱的保证。如果某个系统满足更强的一致性约束（例如线性一致性），它就同时具有最终一致性，但是反过来则未必成立，仅保证最终一致性的系统无法保证更强的约束。